# ICon: Steve Jobs
iCon: Steve Jobs, The Greatest Second Act in the History of Business é uma biografia não autorizada de Jeffrey S. Young e William L. Simon sobre o retorno de Steve Jobs à Apple Inc em 1996. Foi publicado em 2005.